# Jodium-134
Jodium-134 of 134I is een radioactieve isotoop van jodium. De isotoop komt van nature niet op Aarde voor.
Jodium-134 ontstaat onder meer bij het radioactief verval van telluur-134.
{\displaystyle {\ce {{^{134}_{52}Te}->{^{134}_{53}I}+{e^{-}}+{\bar {\nu }}_{e}}}}

## Radioactief verval
Jodium-134 vervalt door β−-verval naar de stabiele isotoop xenon-134:
{\displaystyle {\ce {{^{134}_{53}I}->{^{134}_{54}Xe}+{e^{-}}+{\bar {\nu }}_{e}}}}
De halveringstijd bedraagt 52,5 minuten.
107I · 108I · 109I · 110I · 111I · 112I · 113I · 114I · 114mI · 115I · 116I · 116mI · 117I · 118I · 118mI · 119I · 120I · 120m1I · 120m2I · 121I · 121mI · 122I · 123I · 124I · 125I · 126I · 127I · 128I · 128m1I · 128m2I · 129I · 130I · 130m1I · 130m2I · 130m3I · 130m4I · 131I · 132I · 132mI · 133I · 133m1I · 133m2I · 134I · 134mI · 135I · 136I · 136mI · 137I · 138I · 139I · 140I · 141I · 142I · 143I · 144I · 145I